# Archétype (philosophie)
Pour les articles homonymes, voir Archétype.
Un archétype (du grec arkhetupon, « modèle primitif », par l'intermédiaire du latin archetypum) est, en littérature et en philosophie, un modèle idéal (général) à partir duquel est construit dans sa « forme », sa « matière », sa « fin », un sujet (qui appartient en quelque sorte à une série). Employée en psychanalyse, la notion d'« archétypes » recouvre une signification propre définie par Carl Gustav Jung : des préformes vides qui organisent la vie instinctive et spirituelle, structurent les images mentales (pensées, fantasmes, rêves...). On peut aussi définir un archétype comme un point de vue analogique sur une réalité sensible, susceptible d'intégrer la totalité des points de vue qu'on peut en avoir.

## Littérature et philosophie
L'archétype d'un sujet donné se fonde sur une image représentative forte, caractérisée, reconnaissable. On peut noter une très importante corrélation entre le fond et la forme. Le sujet n'est pas soumis à un état particulier pour en définir l'archétype ; en revanche, il est obligatoire qu'il soit vivant et/ou conscient, il peut être animal, hybride, robotique ou humain, réel ou imaginaire. Ainsi est-il possible de définir et d'évoquer « l'archétype du policier français » ou « l'archétype de l'ambitieux dans le monde d'Honoré de Balzac (Eugène de Rastignac) », tout comme « l'archétype du cheval de course », « l'archétype de l'androïde C-3PO dans le monde de Star Wars » ou encore « l'archétype de l'elfe dans le monde de J. R. R. Tolkien ».
Bien que représentatif, l'archétype n'en est pas pour autant une image fiable et fidèle du sujet lorsque ce dernier est particulier. Il est important de comprendre que l'archétype est fidèle à un sujet en général tel qu'il est admis par tous ; donc « l'archétype d'Alain Delon » est un non-sens car le sujet est alors défini en particulier et non pas en général. De même, « l'archétype du troll » est également un non-sens car ici le sujet n'est pas défini ; en effet, un troll est un terme qui existe dans les légendes scandinaves, dans des mondes imaginaires comme celui de Tolkien ou dans le jargon d'internet et la définition de chacun est bien différente et leurs archétypes le seront a fortiori. À moins de préciser  « archétype du troll des légendes scandinaves », « l'archétype du troll de Tolkien »…
Il est important de ne pas confondre l'archétype du sujet et « le sujet en vogue » ; l'archétype n'est pas défini d'après des tendances isolées mais d'après des caractéristiques identitaires intrinsèques, propres et communes à tous les sujets particuliers affiliés au sujet général.
L'archétype partage donc toujours son identité avec la totalité des sujets particuliers affiliés au sujet général, l'intégralité de ses caractéristiques ; la réciproque est fausse, c'est-à-dire qu'un sujet particulier partage quelques-unes de ses caractéristiques (les principales ou les plus représentatives de ce qu'il est) avec son archétype tout en conservant ses caractéristiques uniques qui en font un individu à part entière.
Il ne faut pas confondre archétype et stéréotype, qui sont deux notions très différentes ; il faut toujours garder à l'esprit qu'un stéréotype est la vision d'un groupe social par un autre, tandis que l'archétype est reconnu comme universel.
Cependant, parfois, un stéréotype peut être considéré d'après un sujet général ; la nuance avec l'archétype du même sujet est alors difficile à cerner. En fait, l'archétype est indépendant de tous les a priori et ne tient compte d'aucune convention ; il s'agit de la représentation la plus fidèlement représentative de ce qu'est le sujet général, et ce le plus objectivement qu'il soit possible.

## Chez Platon
La fameuse théorie des Idées selon Platon est une théorie des archétypes. Les Idées ou Formes intelligibles sont des modèles idéaux que les choses sensibles imitent.

« Sans l'intervention d'une cause, rien ne peut être engendré. Aussi, chaque fois qu'un démiurge fabrique quelque chose en posant les yeux sur ce qui toujours reste identique et en prenant pour modèle un objet de ce genre, pour en reproduire la forme et les propriétés, tout ce qu'il réalise en procédant ainsi est nécessairement beau. »

— Platon, Timée, 28b
Dans sa cosmologie (Timée, 29-50), Platon fait intervenir cinq facteurs : le démiurge (qui symbolise le pouvoir causal, le principe organisateur de l'univers), les Idées (Formes intelligibles à imiter), la matière (khora), l'Âme du monde, le corps du monde.

## Chez Carl Gustav Jung
Le psychanalyste suisse Carl Jung appelle archétype ce qui organise et structure l'ensemble des processus psychiques de l'être humain, au même titre que l'instinct des animaux. Dans le champ des représentations, les archétypes sont des préformes vides qui organisent les images mentales (pensées, fantasmes, rêves…) selon leurs dynamismes propres. Ils structurent ainsi l'inconscient collectif, autre concept fondateur de la pensée de Jung, la psychologie analytique.
Ils sont à la fois source de la vie instinctive et de la vie spirituelle (i.e. symbolique), et tout autant potentiellement destructeurs que créatifs. Pour Jung, ce concept d'archétype est un concept limite, hypothétique, puisque ne pouvant être appréhendé qu'au travers de ses effets : « Lorsque je parle de l’atome, c’est du modèle que l’on en a construit que je parle ; et lorsque je parle de l’archétype, c’est de ses représentations qu’il s’agit, jamais de la chose en elle-même qui, dans les deux cas, reste un mystère relevant de la transcendance. »